# Isa Haller
Isa Haller (* 27. Jänner 1958), eigentlich Ilse Halatschek, ist eine österreichische Schauspielerin.

## Leben
Isa Haller wuchs in der Stadt Perg in Oberösterreich auf. Ihre Eltern sind Ilse und Erich Halatschek (* 1925, † 2014), ehemaliger Aufsichtsratsvorsitzender der Habau-Gruppe. Sie hat zwei Brüder, Erich und Peter.
Nach der Matura ging sie in Berlin in die Schauspielschule und bekam erste Rollen am Schlosspark Theater und am Renaissance-Theater Berlin. In Berlin drehte sie für Artur Brauner ihren ersten Kino- und Fernsehfilm. Heinz Drache holte sie für die Kleine Komödie nach München, wo sie dann in weiteren Filmproduktionen mitwirkte. Später zog sie nach Los Angeles. Heute lebt sie mit ihrem Sohn Justin in Wien. Ihr zweiter Künstlername ist „Sissy Austria“.
Mitte der 80er Jahre wurde sie für die Serie Agentin mit Herz engagiert und arbeitete unter anderem mit US-Star Kate Jackson und Bruce Boxleitner zusammen.
Den deutschen Fernsehzuschauern wurde sie vor allem durch Produktionen von Dieter Wedel bekannt, mit dem sie einige Jahre liiert war. Sie spielte unter seiner Regie in Der große Bellheim (1993), Der Schattenmann (1996), Der König von St. Pauli (1998), Die Affäre Semmeling (2002) und bei Gier mit.
Darüber hinaus gastierte sie in Serien und Sendereihen, darunter Ehen vor Gericht, Klinik unter Palmen: Liebe, Lügen, Leidenschaft (1999, Regie: Otto Retzer) und Die Rosenheim-Cops: Schweigegeld (2002, Regie: Wilhelm Engelhardt).
Zuvor war sie u. a. für die Kinofilme Bittere Ernte (1985, Regie: Agnieszka Holland) und Man spricht deutsh (1988, Regie: Hanns Christian Müller) engagiert worden. Zuletzt trat sie auf der Leinwand neben Patrick Swayze in Joshua Sinclairs Jump! (2008) in Erscheinung.

## Filmografie
- 1980: Heiße Kartoffeln
- 1983: Das verrückte Strandhotel
- 1983: Sunshine Reggae auf Ibiza
- 1984: Agentin mit Herz (Scarecrow and Mrs. King, Fernsehserie, Folge The Legend of „Das Geisterschloss“)
- 1985: Die Küken kommen
- 1985: Bittere Ernte
- 1985: Das Wunder
- 1988: Man spricht deutsh
- 1988: Starke Zeiten
- 1990–1998: Tohuwabohu (Fernsehserie)
- 1991–1997: Ehen vor Gericht (Fernsehserie, 2 Folgen)
- 1993: Der große Bellheim (Mini-Fernsehserie)
- 1996: Der Schattenmann (Mini-Fernsehserie)
- 1998: Der König von St. Pauli (Mini-Fernsehserie)
- 1999: Klinik unter Palmen (Fernsehserie, Folge Liebe, Lügen Leidenschaft)
- 2001: Gangland L.A. (Gangland)
- 2002: Die Affäre Semmeling (Mini-Fernsehserie)
- 2002: Die Rosenheim-Cops (Fernsehserie, Folge Schweigegeld)
- 2006: Jump!
- 2010: Gier